# Волконский, Сергей Михайлович
Князь Серге́й Миха́йлович Волко́нский (4 [16] мая 1860, Шлосс-Фалль, Эстляндская губерния — 25 октября 1937, Хот-Спрингс, Виргиния, США) — русский театральный деятель, режиссёр, критик, мемуарист, литератор; камергер, статский советник.
Родился в родовом имении Бенкендорфов-Волконских Фалль (нем. Schloß Fall) под Ревелем (ныне посёлок Кейла-Йоа в Кейлаской волости Харюского уезда Эстонии).

## Предки
Князь Сергей Михайлович Волконский происходил из древнего рода князей Волконских, берущего начало от святого князя Михаила Черниговского, убитого в Золотой Орде в 1246 году.
Среди Волконских было много выдающихся государственных деятелей; один из них, светлейший князь Пётр Михайлович Волконский — прадед Сергея Михайловича по линии матери.
Другой прадед Сергея Михайловича по материнской линии, граф Александр Христофорович Бенкендорф, был начальником III Отделения «Собственной ЕИВ канцелярии» — шефом жандармов, особо доверенным лицом императора Николая I.
Дед Волконского по материнской линии, Григорий Петрович — гофмейстер, действительный статский советник. Музыкант, обладал великолепным басом. Принадлежал к кружку братьев Вьельгорских и кн. Одоевского — в сущности, первого музыкального общества России.
Декабрист Сергей Григорьевич — дед Сергея Михайловича по линии отца, ставший генералом в двадцатичетырёхлетнем возрасте. После восстания 14 декабря 1825 был приговорён по первому разряду к каторжным работам.
Князь Григорий Семёнович Волконский, прадед Сергея Михайловича по линии отца, воевал под начальством Суворова, Румянцева, Репнина, был генерал-губернатором Оренбургского края, за управление которым получил Андреевскую ленту. Имел Георгиевский крест 2 степени. Суворов называл его «неутомимый Волконский». Был страстным любителем старинной итальянской музыки.
Также является дальним потомком Михаила Ломоносова.

## Семья
Отец Сергея Михайловича, Михаил Сергеевич Волконский, обладал прекрасным тенором и очень много — для любителя — занимался пением. Сын декабриста Сергея Григорьевича Волконского, он родился в 1832 году в Петровском заводе в Сибири. В Санкт-Петербург приехал только в 1855 году и в 1876 году был уже тайным советником, впоследствии — товарищ министра Народного просвещения, член Государственного совета.
Мать, Елизавета Григорьевна, урождённая княжна Волконская, — дочь Григория Петровича Волконского (племянника декабриста Сергея Григорьевича), и Марии Александровны Волконской, урождённой графини Бенкендорф. Княгиня Елизавета Григорьевна Волконская во многом определила круг интересов сына Сергея, и, несомненно, повлияла на его вероисповедание (сама она перешла в католичество в царствование Александра III). Среди её друзей был философ, богослов и поэт Владимир Соловьёв. Она автор книг «О Церкви» (Берлин, 1887), «Церковное предание и русская богословская литература» (Фрайбург, 1898), «Род князей Волконских» (СПб., 1900). И по линии отца, и по линии матери Сергей Михайлович был потомком (прапраправнуком и прапрапраправнуком) князя Ф. М. Волконского.
Братья Сергея Волконского, каждый по-своему, также оставили яркий след в истории России. Один из них, Пётр Михайлович, был предводителем дворянства, в эмиграции принял католичество. Другой, Александр Михайлович, в конце жизни принял сан католического священника — автор книги «Католицизм и священное предание Востока». Третий, Владимир Михайлович, был вице-председателем Государственной думы, впоследствии — товарищ министра внутренних дел; «пережил» на этом посту четырёх министров, причем Николай II говорил каждому новому министру: «Берегите Волконского».

## Карьера
Имея возможность по праву рождения, воспитания, традиций занять любой высокий пост в официальной среде тогдашней России, но не имея склонности к какой-либо карьере, выбрал себе иное предназначение. Все его посты — уездный предводитель дворянства и директор Императорских театров. Единственная награда — орден Льва и Солнца второй степени, высочайше пожалованный по случаю визита персидского Шаха. Тем многообразнее его деятельность вне официальных сфер.
Посвятил себя работе в области культуры в самом широком смысле этого слова. Лектор, педагог, беллетрист, критик, режиссёр, автор мемуаров, статей, книг, посвященных философии, религии, истории, вопросам актёрской техники. Единственный представитель России на Конгрессе Религий в Чикаго. Первый русский, совершивший грандиозное лекционное турне (история и литература России) по Соединенным Штатам. Самый известный пропагандист и популяризатор метода Жак-Далькроза в России, основатель Курсов ритмической гимнастики в Петербурге, издатель и редактор первого журнала ритмики. В эмиграции — постоянный сотрудник газеты «Последние новости», театральный критик, член многочисленных обществ, профессор Русской Консерватории в Париже, впоследствии — её директор, педагог многих школ балета и танца.

## Гимназия. Эрнесто Росси. Увлечение театром. Интерес к актёрской технике
Волконский получил разностороннее домашнее образование, затем в 1872 году поступил в IV Ларинскую гимназию (Васильевский остров, Санкт-Петербург). К гимназическим годам относится первое знакомство с театром. В 1877 году познакомился с Эрнесто Росси во время его гастролей в Санкт-Петербурге, заинтересовался актёрской техникой. Росси, блестящий представитель «школы представления», великолепно владел телом и голосом, его актёрская техника стала для Волконского эталоном на многие годы. Именно на спектаклях Росси Волконский впервые увидел, что «как» на сцене не менее важно, чем «что». Под влиянием Росси Волконский и обратился к вопросам актёрской техники, выразительности жеста и голоса. В 1880 году Волконский окончил гимназию и перед поступлением в Университет совершил несколько поездок по Европе.

## Университет. Театр. Земство
В сентябре 1881 году поступил на Историко-филологический факультет Петербургского университета. Увлечение театром продолжалось. Волконский с братьями и сестрой стали устраивать домашние представления, затем театральное поветрие охватило весь великосветский Петербург. Режиссёром любительской труппы выступил актёр Михайловского театра Шарль Андриё, которому, как пишет Волконский, он был обязан первыми знаниями в области актёрской техники. Волконский сыграл заглавную роль Фёдора в любительском  спектакле «Царь Фёдор Иоаннович», состоявшемся в доме Волконских на Гагаринской набережной (Кутузова наб., д.24), — это была первая постановка 2-й части драматической трилогии А. К. Толстого (тогда находившейся под цезурным запретом) на русской сцене. В 1891 году Волконский исполнил роль папского нунция Миранды в «Царе Борисе» на сцене придворного Эрмитажного театра (также первая постановка трагедии на русской сцене).
2 мая 1892 года Волконский впервые выступает публично: на вечере у Н. В. Дризена с докладом «Художественное наслаждение и художественное творчество», — выступление получило резонанс в художественных кругах. «Автору удалось на внятном языке, хорошо аргументированным образом изложить традиционно считавшиеся „туманными“ положения восприятия и эстетики, различия между понятиями искусства и красоты». В том же году в Париже выходит его первая статья «Art et Beauté» («Nouvelle Revue», 1892, 1-r Avril).
В эти годы Волконский также активно участвует в земском движении, работая в своём уездном городе Борисоглебске и в имении Павловка.

## Первая американская поездка. Всемирная Выставка в Чикаго. Конгресс Религий. Кругосветное путешествие
В 1893 г. по официальной командировке Министерства Народного Просвещения едет в Чикаго, на открытие Всемирной выставки, где с апреля по сентябрь выступает с докладами на различных конгрессах, проходивших в рамках выставки (в том числе о женском образовании в России). 11—28 сентября — участвует в работе Конгресса Религий. 11 сентября торжественно открылся собственно Конгресс Религий. Волконский сделал несколько докладов по религиозно-философским вопросам, вызвавших огромный интерес. Развернутые отчеты о его выступлениях поместили чикагские газеты Interocean, Herald Tribune, а также московский журнал «Церковный Вестник».

## Директор Императорских театров
22 июля 1899 года Волконский был назначен на пост Директора Императорских театров. Назначение это вызвало довольно большой разброс мнений. Волконский был известен своими театральными взглядами, которые «старой гвардии» представлялись идущими вразрез с установившейся практикой. Прежде всего, это заключалось в резко критическом отношении Волконского к принятому в русском театре примату бессознательного, низкому уровню техники драматических актёров. Зато безоговорочную (в первое время) поддержку Волконский получил от сторонников театральных реформ, в первую очередь — от Михаила Фокина. И не исключено, что, продлись директорство Волконского дольше, многие постановки Фокина, прославившие Дягилевскую антрепризу первых сезонов, увидели бы свет в родных стенах.
На сцене Александринского театра были поставлены такие пьесы, как «Отелло» и «Гамлет» Шекспира, «Снегурочка» Островского и «Эрнани» Гюго. Современники особенно высоко оценили постановку исторической комедии Н. А. Борисова «Бирон», отметив верность костюмов и портретного сходства грима актёров с выводимыми в комедии историческими личностями.
К следующему сезону была подготовлена постановка «Фауста» Гёте. Волконский задумал также постановку «Ипполита» Еврипида, однако она была осуществлена лишь после ухода князя. В оперный репертуар впервые были введены оперы Вагнера — «Тристан и Изольда» и «Валькирия». Из современных опер были поставлены «Богема» Пуччини и «Далибор» Сметаны. В эти же два сезона были поставлены «Сарацин» Ц. Кюи и «Садко» Н. А. Римского-Корсакова. Опера «Евгений Онегин» была возобновлена в совершенно новой обстановке, над которой много работал А. Н. Бенуа.
При Волконском были поставлены балеты, приготовленные его предшественником на посту директора И. А. Всеволожским — «Арлекинада», «Времена года» и «Испытание Дамиса», а также возобновлено два больших балета Мариуса Петипа — «Камарго» и «Царь Кандавл».
Волконский привлек к работе многих участников будущих Русских сезонов. В театр пришли художники «Мира искусства» Ап. М. Васнецов, А. Н. Бенуа, Л. С. Бакст, В. А. Серов, К. А. Коровин, Е. Е. Лансере. Балетмейстером Большого театра был назначен А. А. Горский. Сергей Дягилев, нашедший в Волконском отклик многим своим идеям, стал чиновником по особым поручениям, ему было передано издание «Ежегодника Императорских театров», с которым он справился блестяще. «Я в нем [Дягилеве] ценил глубокого знатока искусства во всех его проявлениях». Первый номер дягилевского «Ежегодника» (сезон 1899—1900) — «эра в русском книжном деле. Это было начало целого ряда последующих изданий, отметивших собой эпоху русской книги. „Аполлон“, „Старые годы“, „Новое искусство“, книги [Г. К.] Лукомского, монографии Бенуа, издания „Сириуса“ (…) — все это вышло из того источника, который открыл Дягилев своим „Ежегодником“». Волконский начал подтягивать драматическую труппу Императорских театров и столкнулся с сопротивлением актёров. Причиной было его театральное кредо — требование формы, непривычное для русского театра, привыкшего к примату бессознательного, «нутра». Многие страницы «Лавров» посвящены сравнительному описанию театра Европы и театра России, и как же проигрывает последний, его лучшие актёры, малоизвестным, давно забытым актёрам и актрисам театров Парижа, Лондона, Берлина!
В театральной среде исподволь зрело недовольство новым директором. Первый скандал произошёл с Дягилевым. В сезон 1900—1901 гг. Волконский возложил на Дягилева постановку балета Делиба «Сильвия». Дягилев привлек к постановке художников группы «Мир искусства», что возбудило протест обойденных против подобного «неслыханного нововведения». Волконскому пришлось взять своё предложение назад. Обиженный Дягилев, в свою очередь, поставил ультиматум, отказавшись от редактирования «Ежегодника», и был уволен. Волконский вынужден был подать в отставку из-за конфликта с М. Ф. Кшесинской. Предлогом стал отказ последней надеть фижмы, полагавшиеся к костюму для выхода в балете «Камарго». При попытке директора наложить на неё штраф, Кшесинская пожаловалась своим покровителям из царской семьи — в результате Волконский был вынужден отменить штраф и, несмотря на многочисленные предложения из придворных кругов, отказался остаться на своём посту. Его отставка была принята 7 июня 1901 года.
Директорство Волконского, если и не произвело кардинальных перемен в Императорских театрах, то все же наметило некоторые сдвиги (обновление репертуара, приглашение великих гастролеров — Томмазо Сальвини, Фелии Литвин и др., приход молодых художников, реорганизация балетного училища, введение класса мимики). Ему самому дало пусть печальный, но ценный опыт: он окончательно укрепился во мнении, что создание нового театра надобно начинать с создания нового актёра. Поэтому, когда в апреле 1917 года Волконскому вторично было предложено занять пост директора, он решительно отказался.

## Жак-Далькроз. Хеллерау. Станиславский
В 1910 г. Волконский познакомился с методом музыкально-ритмического воспитания (ритмикой) Эмиля Жак-Далькроза, а также с системой выразительных жестов Франсуа Дельсарта. С 1910-х печатается в журналах «Аполлон», «Студия», «Ежегодник Императорских Театров», «Русская художественная летопись», «Русская мысль» и др., выступая со статьями о методах Далькроза и Дельсарта, в поддержку новых течений в искусстве движения. Работами Волконского заинтересовался К. С. Станиславский, что позднее вылилось в краткое сотрудничество Волконского с МХТ.

## Курсы ритмической гимнастики.Листки Курсов ритмической гимнастики
В 1912—1914 годах был директором Курсов ритмической гимнастики в Петербурге и издателем-редактором специализированного журнала «Листки Курсов ритмической гимнастики», где регулярно печатались сообщения о развитии ритмики во всех странах мира, о введении этого предмета в различных театрах, школах, студиях. Волконский был автором и режиссёром-постановщиком спектакля-пантомимы «1914», своего рода «выпускного вечера» Курсов — они закрылись с началом Первой мировой войны (премьера 6 января 1915 в Мариинском театре). Идея спектакля была более чем проста: показ новейшей истории (1 мировой войны) приемом персонифицирования — так, например, «действующими лицами» были страны — Сербия, Россия, Франция и пр. Роль Бельгии исполняла Тамара Карсавина. Андрей Левинсон отмечал, что спектакль явился первым опытом «самодовлеющего применения метода Жака Далькроза к сценическим задачам большого масштаба».

## После октября 1917. Москва-Петроград. 1918—1921. Студии, школы, студии
В начале июня 1914 г. Волконский вернулся в Россию после присутствия на Женевских празднествах. 17 июля — объявление войны. В августе пришлось закрыть Курсы Ритмической Гимнастики, прекратилось и издание «Листков». Волконский переехал в своё имение Павловку Тамбовской губернии, где практически постоянно жил до августа 1918 г. 6 января 1915 г. в Мариинском театре прошёл спектакль «1914», ставший своего рода выпускным вечером Курсов. В феврале 1917 г. некоторое время жил в Ялте. В апреле 1917 г. телеграммой от Головина, управляющего наследием Министерства Двора, был приглашен вновь занять пост директора Императорских Театров, но отказался.
С ноября 1917 г. начал переезжать из города в город Тамбовской губернии, спасаясь от преследования большевистских властей. В апреле 1918 г. состоялось официальное открытие «Выставки Декабристов», был выпущен каталог. «Руками энтузиастов во главе с упрямым князем в народном доме Борисоглебска разместились портреты, документы, вещи, письма — привезенные из Павловки семейные реликвии…». В мае переехал в Тамбов и на протяжении лета читал лекции в народном университете.
В октябре 1918 г. Волконский приехал в Москву, остановился в доме Алексея Стаховича. Читал цикл лекций «Искусство живой речи» на Драматических курсах Малого театра. Анализ деятельности Волконского, кстати, помогает развеять сложившееся убеждение, что он в 20-х занимался в основном ритмикой. Правильнее сказать, что Волконский занимался актёрской техникой в комплексе, куда входили выразительное движение, выразительная речь, мимика, декламация. Примером этого может служить изучение его работы на Драматических Курсах Малого Театра. Курс Волконского «искусство живой речи». Однако весьма любопытна программа курса, составленная, по всей видимости, самим лектором. В ней есть такие пункты: «Дельсарт и его система», «телесная выразительность, закон противупоставления», «точки отправления, закон последовательности». В графе «предмет» Журнала Драматических Курсов проставлено название предмета Волконского — «законы живой речи», затем просто «речь», и, наконец, появляется название «речь-жесты». Волконский преподавал на Курсах с октября 1918 года по октябрь 1919 года. В Журнале от 10 августа 1920 года появляется запись о том, что кафедра «Закон речи в связи с мимическими движениями» свободна. Видимо, именно такой курс на практике и читал Волконский. (Кстати, ритмику на Курсах преподавала вначале В. А. Гринер, затем — Е. В. Чаянова). В ноябре закончил книгу «Законы речи».
Некоторое время Волконский читал лекции в Московском Художественном театре и его студиях, а зимой 1918 года входил в Художественный совет МХТ. Отношения со Станиславским складывались весьма непросто, хотя к этому времени Станиславский и начал склоняться к точке зрения Волконского. Однако адепты системы Станиславского, отстаивающие её чистоту пуще самого основателя, немало мешали распространению любой другой точки зрения на проблему актёрской техники. Волконский упоминает, что везде, где бы ему ни приходилось преподавать или выступать с лекциями, его встречали настороженно и принимали далеко не сразу.
В марте-апреле 1919 г. болел тифом, в связи со слухами о его смерти появились некрологи.
Весной того же года Волконский получил письмо от Е. К. Малиновской с приглашением на работу в Директорию Большого Театра. Среди вопросов, которыми занималась Директория, было обсуждение и выработка программы балетного училища.
В июле открылся Ритмический институт, ректором его стала Н. Г. Александрова, в числе преподавателей — Волконский, В. А. Гринер и др. В начале августа был арестован и двое суток сидел в ЧК в ожидании расстрела.
Помимо Ритмического института, Волконский преподавал во многих других учреждениях, причем хронологически проследить его занятия довольно трудно, так как он преподавал в нескольких местах одновременно (в Воспоминаниях он называет по меньшей мере 25 разнообразных студий), к тому же и само преподавание зачастую оказывалось одним-единственным уроком, на который являлось два-три человека. В Воспоминаниях Волконский о некоторых местах своей работы не упоминает вовсе (например, о Драматических Курсах при Малом Театре), о других пишет вскользь. В ноябре стал членом Директории Государственного Института Музыкальной Драмы (бывшая Филармония, затем ГИТИС, теперь РАТИ). Преподавал в школе при Новом театре.
Много работал Волконский и в системе Пролеткульта, преподавал там в основном выразительную речь, мимику. 5 февраля 1920 г. он выступил с докладом «Мысли о ритме», в рамках Научно-технического подотдела ТЕО (Театрального Отдела) Пролеткульта. 7 марта — лекция Волконского «Выразительный человек» в Государственном Институте декламации, позже переименованном в Государственный Институт Слова. В том же институте Волконский стал читать курс мимики, и ездил от института в командировку в Смоленск, где прочитал шесть лекций о мимике. 9 марта читает лекцию о ритме в Политехническом музее. 15 марта выступал на диспуте о «Габиме» в Камерном театре. 4 апреля подписал Декларацию Центрального Бюро Тонально-Пластической Ассоциации. Её приверженцы, пишет историк, «исповедовали культ тела, движения, массы, модернизируя давние идеи Жак-Далькроза; целью Тонпласо был коллективный синтетический театр, театр ритмизованного слова и пластики». 20 апреля читал лекцию о русском языке в Политехническом музее. В апреле же познакомился с Мариной Цветаевой, и их дружба продлилась до конца его жизни. В 1921 г. начал работу над книгой «Мои воспоминания» («Лавры», «Странствия», часть «Родины»). В феврале закончил книгу «О декабристах. По семейным воспоминаниям».
В сентябре 1921 г. переехал в Петроград, и с сентября по декабрь преподавал мимику в балетном училище. 19 и 24 октября выступил с лекциями «О декабристах» в Доме Литераторов.

## Эмиграция. Италия, Австрия
Зимой 1921 эмигрировал.

## Десять лет в Париже. Директор Русской Консерватории. Третья американская поездка. 15—25 октября 1937
С февраля 1926 года постоянно жил в Париже, и «За десять с небольшим лет парижского периода своей жизни Волконский сделался одной из самых ярких фигур русского Зарубежья» Он печатался в журналах «Звено», «Перезвоны», «Числа». С мая 1926 года начал постоянно публиковать в газете «Последние Новости» рецензии, статьи, обзоры, отрывки из воспоминаний. Обширный театральный опыт Волконского, отличное знание и русского, и европейского театра, большая практика писательской работы, великолепный легкий язык, широкий кругозор дали ему возможность занять ведущее место в среде многочисленных театральных критиков Парижа. В «Последних Новостях» были опубликованы наиболее значительные рецензии и статьи Волконского. Это, прежде всего, театральные рецензии на русские труппы Парижа, как забытые, так и оставшиеся в истории — Зарубежный Камерный театр, Новый Русский театр, Русская опера, труппа Марии Германовой, театр Михаила Чехова. Большой блок занимают рецензии на европейские театры того времени — постановки знаменитого Картеля (Луи Жуве, Шарля Дюллена, Гастона Бати, Жоржа Питоева), театр Антуана, спектакли Александра Моисси. Много внимания уделял Волконский и гастролям советских театров — Большому, где он видел «Жизель» с Мариной Семеновой; театру Вс. Мейерхольда, постановки которого он подверг жесткой аргументированной критике; Камерному театру Таирова, привезшему почти весь репертуар. Уехавший из России в декабре 1921 года, Волконский только в Париже сумел увидеть знаменитую «Принцессу Турандот» в изысканно-ироничной постановке Вахтангова и в блестящих декорациях Игнатия Нивинского. Балетный цикл статей включает в себя, прежде всего, обзоры Дягилевской антрепризы, работ Брониславы Нижинской, Сергея Лифаря, тщательные критические разборы представлений и демонстрации многочисленных студий, модных и известных в то время танцовщиц разнообразных школ и направлений. Статус Волконского подтверждается и его членством в профессиональном союзе La Critique éntrangère en France. С 1929 года избран почётным членом Тургеневского общества, в рамках которого постоянно выступал с лекциями по истории, культуре и литературе. Волконского часто приглашали выступать в другие города. Так, 23 января 1930 года во Фрайбургском Университете состоялась лекция Волконского «Картины русской культуры в прошлом», 18 марта он приглашен в Лион, а затем в Ментону с чтением лекций «Картины жизни и культуры прежней России», затем в Брюссель с лекциями «Художественные воспоминания».
Помимо этих занятий, Волконский продолжал свою педагогическую деятельность, вел уроки ритмики, мимики, декламации, выразительного чтения во многих школах и студиях (Веры Трефиловой, Юлии Кутыриной и др.), на Курсах Вокальных искусств, в Народном университете Парижа. Преподавал мимику в Русской Консерватории, затем стал её профессором, а в 1932 г. — директором. В Париже продолжались старые знакомства — 25 мая 1929 г. на вечере Марины Цветаевой в зале Вано Волконский читал свой рассказ, а в 1932 г. был приглашен в качестве оппонента на её доклад «Искусство при свете совести». Возобновились прерванные по разным причинам отношения с С. П. Дягилевым; с М. Ф. Кшесинской, в студии которой он неоднократно давал уроки и выступал с лекциями о движении и мимике. В 1932 г. стал членом жюри балетных конкурсов "Международные Архивы танца", читал цикл лекций на тему «Выразительный человек. Основы мимики», объявленный Архивами Танца. В 1936 году был приглашен читать лекции в балетную школу Курта Йосса в Лондоне, затем преподавал в балетной труппе Марковой и Долина из театра "Дюк оф Йорк". Там же, в Лондоне, 14 июля была объявлена помолвка Волконского с Мэри Ферн Фрэнч (Mary Walker Fearn), дочерью американского дипломата.
Мэри Фэрн Фрэнч, невеста князя была дочерью покойного Дж. Уолкера Фэрна, посланника США в Румынии, Греции и Сербии. В детстве она долго жила на Балканах. Когда началась Первая мировая война, работала сестрой милосердия во французских и американских госпиталях, причем, выезжая на фронт, оказывала помощь и раненым германским солдатам. В 1916 г. приехала в Сербию с лекциями в пользу Красного Креста. Позже долго жила в Париже. Мэри Фэрн Фрэнч — вдова Сета Бартона Фрэнча и невестка Эльси Фитц Симонс, бывшей Эльси Фрэнч Вандербильт. После свадьбы молодые поехали в Америку, навестить дочь княгини от первого брака. Там, в городке Хот-Спрингс, Волконский умер.
Хот-Спрингс (англ.) — горный курорт на северо-западе штата Виргиния, знаменитый своими термальными источниками. По-видимому, одной из целей поездки Волконского была поправка здоровья. Однако 19 октября 1937г., он заболел и 25-го умер. Из Хот-Спрингса его тело везли через весь штат в Ричмонд, столицу Виргинии. Там, 27 октября, его отпели в католической церкви Святого Сердца Господня и похоронили в тот же день на кладбище Холливуд.
31 октября в Русской католической церкви на улице Франсуа Жерар была отслужена панихида по князю Волконскому. В церкви, помимо родственников, присутствовал весь русский Париж.